# NQ Большой Медведицы
NQ Большой Медведицы (лат. NQ Ursae Majoris), HD 116956 — одиночная переменная звезда в созвездии Большой Медведицы на расстоянии приблизительно 70,6 световых лет (около 21,7 парсеков) от Солнца. Видимая звёздная величина звезды — от +7,33m до +7,29m.

## Характеристики
NQ Большой Медведицы — жёлтый карлик, вращающаяся переменная звезда типа BY Дракона (BY) спектрального класса G9V. Эффективная температура — около 5308 К.